# Crigglestone
Crigglestone – wieś w Anglii, w hrabstwie ceremonialnym West Yorkshire, w dystrykcie metropolitalnym Wakefield. Leży 18 km na południe od miasta Leeds i 256 km na północ od Londynu. Miejscowość liczy 9189 mieszkańców.